# Фаб'єн Галтьє
Фаб'єн Галтьє (фр. Fabien Galthié; 20 березня 1969, Каор) — французький регбіст, тренер. Зазвичай грав на позиції півзахисника, а більшу частину ігрової кар'єри провів у французькій команді Колом'є. Галтьє представляв збірну Франції в 64 міжнародних зустрічах. Чотири рази спортсмен грав на чемпіонатах світу, а на кубку світу 2003 року був капітаном національної команди. Колишній головний тренер збірної Франції, Бернар Лапорт, охарактеризував Фаб'єна як найкращого скрам-хава в історії Франції.
У 2002 році спортсмен був визнаний найкращим гравцем року за версією IRB.

## Спортивна кар'єра

### Молодість
Фаб'єн народився в Каору, хоть і виріс у Монжесті. Його бабуся і дідусь по материнській стороні зуміли втекти перед Франкістською Іспанією і почали займатись фермерством у Лот. Його батько Жан-Ноель працював техніком, а мати у філії Кредіт Агріколь. У нього є молодший брат, Патріс, який також є регбістом і грає лише на любительському рівні. Фаб'єну було шість років, коли вони переїхали в Тулузу.
Батьки дали Фаб'єна в школу, де він спочатку отримав ступінь бакалавра, а вже потім і магістра в галузі в галузі комерційного варіанту інженерних комунікацій у Тулузі. Він закінчив навчання в 1996 році і почав працювати в аерокосмічній компанії Аероспасьяль. Потім він працював у банку Сосьєте Женераль, а вже в 1999 році працював у філії того ж банку в Колом'є.

### Перші кроки в Колом'є та початок кар'єри в національній збірній
Фаб'єн Галтьє почав грати в регбі в містечку Турнефей, яке знаходиться в передмісті Тулузи. Регбійний клуб був заснований у 1977 році батьком та його друзями. Через нестачу персоналу, клуб об'єднався з Колом'є з міста Колом'є, яке віддалене о 2 кілометри від Турнефей.
В період з 1989 по 1991 рік, Фаб'єн був гравцем Університетської збірної Франції.
Галтьє здобув свою першу шапку в 22 роки (22 червня 1991). Міжнародний дебют гравця відбувся влітку 1991 року під час гри зі збірною Румунії в Бухаресті. П'єр Бербізьє, який вже на той час регулярно грав у команді Франції (1981—1991) — 56 матчів, не попав у список гравців на чемпіонаті світу з регбі 1991 року отримав серйозну травму. У тому ж році його замінив Фаб'єн.
Франція виграла матч проти Румунії з рахунком 33:21. Фаб'єн був одним з 26 гравців вибраних репрезентувати Франції під час чемпіонату світу з регбі. Фаб'єн заграв у трьох матчах. Франція виграла матч проти Канади з рахунком 19:13. Франція зустрілась у фіналі з Англією і програла (19:10). у 1989 програли в Твікенем (11:0); у 1990 в Парижі (26:7); і у 1991 знову в Твікенем (21:19).
У 1992 році, Фаб'єн Галтьє взяв участь у турнірі п'яти націй (3 матчі). Після того як збірна Франції програла збірній Англії з рахунком 13:31 ·  та програла зі збірною Шотландії тренери засумнівались у Галтьє. Під час останньої гри на турнірі на полі замість Галтьє грав Обен Вібер.
У сезоні 1991—1992 чемпіонату Франції, Фаб'єн разом з командою Колом'є перший раз за 10 років після вступу команди в перший дивізіон дійшли до чвертьфіналу. У чвертьфіналі команда розгромила супротивника — Перпіньян з рахунком 10:9. Річний бюджет клубу склав тоді тільки чотири мільйони франків. Для порівняння, бюджет Тулузи у 1987 році становив 4,5 мільйона франків, а в 1997 році — 8,5 мільйона.

### Конкуренція і травми
Після того, як Фаб'єн пропустив декілька важливих матчів, втім матч проти збірної Аргентини (червень 24:20) та проти Спрінгбокс(жовтень) позиція захисника дісталась Обену Вібер. Проте, його не було обрано для участі в турнірі п'яти націй 1993 року. Фаб'єн взяв участь у Середземноморських іграх 1993 . 11 листопада 1993 в перший раз його було запрошено долучитись до команди Французькими Варварами, щоб розіграти матч проти Австралії в Клермон-Ферран. Барбаріанс Франсе програли (26:43).
Колом'є виграли три перші матчі турніру п'яти націй 1994, проте програли матч з Англією (18:14) на стадіоні Парк де Пренс. Фаб'єн Галтьє та Алан Пену не виправдали очікувань. Місце Фаб'єна зайняв Алан Макаб'ю, а Алана Пену замінив Тьєррі Лакруа.
Гі Акосбері зайняв місце Фаб'єна під час турне проти збірної Нової Зеландії. Франція виграла два тестові матчі проти Ол Блекс · .
У 1994, взяв участь у турне по Австралії разом з Барбаріанс Франсе. 26 червня 1994 року було розіграно матч проти Університету Сіднея. Варвари виграли 62:36. 29 червня 1994 відбувся матч проти Австралійських Варварів на крикетному полі Сіднея. Франція виграла 29:20. 6 вересня 1994 року його було замінено іншим гравцем у грі проти Барбаріанс на Стад Шарлеті в Парижі. Він замінив Ніка Фарр-Джонса. Барбари виграли 35:18.
Фаб'єн не виступав у турнірі п'яти націй 1995.
Після того, як його не було обрано репрезентувати Франції в чемпіонаті світу з регбі 1995, він переселився до Кейптаун, аби працювати по професії в Англії. «Розчарований, що мене не вибрали, я лишив спорт у Південно-Африканській Республіці. Річард Пул-Джонс порадив мені зв'язатись з англійський клубом Фолс Бей, якого тренером був Нік Маллетт. У той час я працював за квартиру, машину і зарплату в 3000 франків у місяць. Півроку пізніше, 8 квітня 1995 року, він покинув роботу як отримав звільнення без отримання зарплати від роботодавця, Аероспасьяль.
Після отримання травми півзахисником Гі Акосбері, Галтьє повернувся на свою попередню позицію. Обен Вібер, другий півзахисник Франції заграв у матчі проти Тонги, в кінцевому матчі проти Шотландії та в грі проти Ірландії перед втратою своєї позиції. Фаб'єн заграв у півфінальному матчі проти збірної Нової Зеландії, який Франція програла. Нік Фарр-Джонс, капітан та півзахисник команди на час чемпіонату світу з регбі 1991 року вірив, що «Фаб'єн внесе багато доброго в гру». Фаб'єн Галтьє також брав участь у виграшному матчі за третє місце: Франція проти Англії (19:9).
У 1996, він став учасником турніру п'яти націй 1996, в якому розіграв лише матч проти збірної Уельсу, де дізнав серйозної травми правої щиколотки. У 1997, Фаб'єн виступив на позиції півзахисника під час відкриття турніру п'яти націй 1997 (Франція проти Збірна Ірландії з регбі). В другій половині грі, гравець вивихнув коліно і не заграв вже жодного матчу в турнірі, в тім числі і матчі Великого шолома. У першому ж матчі його було замінено Філіпом Карбону. Через травму, Фаб'єн стратив ще пів року.
23 листопада 1996 року він виступив разом з Барбаріанс Франсе проти Південної Африки в Брів. Варвари виграли з рахунком 30:22. Без свого міжнародного півзахисника, команда Колом'є дійшла до чвертьфіналу чемпіонату Франції з регбі 1996—1997, в якому була змушена розіграти матч проти Тулузи. 18 жовтня 1997 року Фаб'єн Галтьє допоміг Франції здобути перемогу над Італією (30:19). Після 25-ї хвилини, Фаб'єн отримав травму ключичної дислокації і не заграв у наступних двох матчах латинського кубка з регбі. Лишень пізніше він розіграв матч проти Спрінгбокс. У першому тестовому матчі Франція програла з рахунком 32:36. Тиждень пізніше, на останньому матчі, який проходив на Парк де Пренс, Франція осоромилась і програла 10:52.
На турнірі п'яти націй 1998 та 1999, Францію репрезентував Філіп Карбону.
У сезоні 1997—1998, Колом'є дійшли до півфіналу фінального чемпіонату і виграли Європейський кубок з регбі, залишаючись непереможеними. Команда послідовно перемагала всі інші клуби, АСМ Монтферрад, Стад Франсе (регбійний клуб) та Ажен. Це був останній сезон Колом'є в аматорській обстановці: гравці стали співробітниками, 100 % фахівцями.

### Фінал чемпіонату світу
Протягом 1998—1999 сезону чемпіонату, товариші по команді Фаб'єна Галтьє вийти в чвертьфінал. У команді еволюціонували Марк Даль Мазо, Патрік Табакко, Девід Скреля та Жан-Люк Садорні під керівництвом Жака Брюнель, який покинув клуб на хороших умовах після завершення чотирьох річного контракту. Команді Колом'є вдалось вийти у фінал Кубка Хайнекен 1998—1999, але вже 30 січня 1999 року вони програли гру проти Ольстера. Матч пройшов на стадіоні Ленсдаун Роуд у Дубліні.
У 1999 році регбіст відправився на чемпіонат світу уже втретє після червневого турне проти Тонги (поразка 20:16), Самої та Нової Зеландії (поразка в Веллінгтоні 54:7). Галтьє не попав разом з Жаном-Клодом Скреля та П'єром Вільпру в список тридцяти гравців вибраних до участі в чемпіонаті світу з регбі 1999. Філіп Карбону поранив себе під час підготовки (травма коліна — серпень). П'єр Міньйоні також отримав травму і його замінив Колюмеран. Після 10 хвилин гри проти Фіджі, він став півзахисником і зайняв місце Стефана Кастенель. В матчах плей-офф, Аргентина виграла матч проти Ірландії на Лаунсдаун Роуд 24 жовтня 1999 року (47:26).
Фаб'єн Галтьє не дуже полюбляв тренерів. В липні він сказав: «Якщо я побачу когось з них на вулиці, я навіть не привітаюсь з ними». У півфіналі, Франція зустрілась з Ол Блекс і незважаючи на дві спроби виконані їхнім найкращим гравцем Джона Лому, Франція програла 43:31. Цей півфінальний матч, який пройшов на лондонському стадіоні Твікенем, став однією з найяскравіших подій турніру. Фаб'єн так прокоментував цю подію: «Це була найкраща гра всього мого життя. Найскладніша. Найдосконаліша. Найінтенсивніша.» Франція вже на початку другої половини гри вигравала з рахунком 24:10. Фаб'єн викинув м'яч поза оборону, його злапав Крістоф Домінічі і Франція отримала значну перевагу. Крім того, національна збірна здобула ще дві спроби і майже наприкінці гри рахунок був 33:7.
Французька команда виграла срібні медалі, поступившись у фіналі австралійцям (35:12).

### Спортивна кар'єра
У 2000 році команда Галтьє вийшла в фінал чемпіонату Франції, проте сам гравець пропустив вирішальний матч. Колом'є програли суперникам з Стад Франсе (23:28), і в наступному сезоні Галтьє поповнив склад чемпіонів. У 2001 році гравець був призначений капітаном національної збірної. Через рік збірна успішно виступила на Кубку шести націй, завоювавши Великий шолом за перемогу над усіма опонентами. Тоді ж регбіст став лауреатом премії Гравець року за версією провідної регбійної організації, а наставник французів Бернар Лапорт був визнаний найкращим тренером року.
Галтьє взяв участь у чемпіонаті світу-2003 вже як капітан команди. У третій грі турніру проти шотландців збірна завоювала бонусне очко завдяки четвертій спробі лідера команди. Останню гру групового етапу проти США Галтьє також пропустив. Чвертьфінальний матч проти Ірландії команда виграла, однак у півфіналі поступилася англійцям (7:24), які згодом взяли кубок. По завершенні турніру гравець заявив про завершення своєї спортивної кар'єри в збірній.
Свій єдиний трофей на клубному рівні регбіст завоював у заключному матчі своєї кар'єри. 7 червня 2003 роки команда Стад Франсе стала чемпіоном країни, обігравши в фіналі першості Тулузу (32:18).

### Кар'єра тренера
Після того, як тренер Стад Франсе, Нік Маллетт, покинув свій пост, його наступником став Галтьє. У сезоні 2004/05 парижани вийшли в фінал чемпіонату і кубка Хейнекен, поступившись, втім, обидва титули ( Біарріц і Тулузі відповідно). Через рік клуб грав у півфіналі внутрішнього чемпіонату, де знову виявився слабшим від Тулузи. На європейській арені колектив також залишився без призів, програвши з англійськими Лестер Тайгерс.
У 2008 році Галтьє покинув пост тренера і став експертом на національному телеканалі France 2 і каналі приватної радіостанції Europe 1. У листопаді-грудні 2008 року фахівець співпрацював з тренерським штабом збірної Аргентини. У 2010 році Галтьє підписав трирічний контракт із клубом Монпельє Еро. У перший же рік роботи з командою Галтьє вивів підопічних у фінал чемпіонату.